# Anamastigona mediterranea
Anamastigona mediterranea är en mångfotingart som beskrevs av Curcic, Makarov och Lymberakis 200. Anamastigona mediterranea ingår i släktet Anamastigona och familjen Anthroleucosomatidae. Inga underarter finns listade i Catalogue of Life.